# Премия Ивана Вазова
Премия «Иван Вазов» — национальная награда Народной Республики Болгарии и современной Болгарии.
Премия учреждена в 1970 году общиной Сопот и Министерством культуры Болгарии в память о болгарском поэте и писателе Иване Вазове. Присуждается ежегодно 9 июля, в день рождения Вазова. Сама награда представляет собой бюст Ивана Вазова.

## Награждённые
- 1970: Димитр Талев[1]
- 1971: Эмилиян Станев[2]
- 1972: Андрей Гуляшки[3]
- 1973: Георгий Караславов[2]
- 1974: Камен Калчев[4]
- 1975: Дора Габе[4]
- 1978: Камен Зидаров[3]
- 1979: Георги Джагаров[2]
- 1980: Елисавета Багряна[5]
- 1981: Пантелей Зарев[6]
- 1982: Павел Вежинов[7]
- 1983: Евтим Евтимов[3]
- 1984: Слав Караславов[2]
- 1985: Богомил Райнов[6]
- 1986: Ефрем Каранфилов[3]
- 1987: Венко Марковски[4]
- 1988: Костадин Кюлюмов[8]
- 1989: Валери Петров[4]
- 1990: Йордан Радичков[6]
- 1997: Николай Хайтов[6]
- 1998: Дамян Дамянов[9], Иван Динков[10]
- 1999: Пётр Караангов[3]
- 2000: Милена Цанева[11]
- 2003: Кольо Георгиев[12]
- 2004: Стефан Цанев[2]
- 2005: Вера Мутафчиева[13]
- 2006: Антон Дончев[14]
- 2007: Недялко Йорданов[15]
- 2008: Николай Стоянов[16]
- 2009: Дончо Цончев[17]
- 2010: Георги Константинов[18]
- 2011: Георги Мишев[19]
- 2012: Светлозар Игов[20]
- 2013: Любомир Левчев[21]
- 2014: Георгий Господинов[22]
- 2015: Владимир Зарев[23]
- 2016: Иван Гранитски[24]
- 2017: Симеон Янев[25]
- 2018: Боян Биолчев [26].